# Collisione aerea di Ménaka
La collisione aerea di Ménaka avvenne il 25 novembre 2019, quando due elicotteri militari francesi, parte dell'operazione Barkhane, si scontrarono nel nord del Mali, provocando la morte di 13 soldati. È stato il peggior incidente che ha coinvolto militari francesi dagli attentati della caserma di Beirut del 1983.

## Contesto
Nel novembre 2019, la città di Indelimane e i suoi dintorni, situati tra Ansongo e Ménaka, furono teatro di numerosi scontri. La regione era quindi una delle zone di azione dello Stato Islamico nel Sahara. Il 1° novembre, almeno 49 soldati maliani vennero uccisi da un attacco della jihad contro la base militare in città. Il 2 novembre, un LAV che scortava un convoglio tra Gao e Ménaka finì su un ordigno esplosivo improvvisato a 20 chilometri da Indelimane: un soldato francese rimase ucciso. Il 16 novembre, a circa 20 chilometri a sud di Indelimane, i commando del GCP effettuarono un attacco a un accampamento: cinque jihadisti dello Stato Islamico vennero uccisi e un commando francese rimase gravemente ferito durante i combattimenti.

## L'incidente
Il 22 novembre 2019, l'esercito francese lanciò un'operazione su larga scala nella valle dell'Eranga, situata a una ventina di chilometri a sud di Indelimane.
Il 25 novembre, a fine giornata, le forze francesi lanciarono un attacco nella regione di Liptako Gourma contro i jihadisti che si muovevano su pick-up e motociclette. Intorno alle 17, soldati del GCP si scontrarono con i jihadisti. Al calar della notte, chiesero supporto aereo per attraversare il Uadi. Due elicotteri Tiger e un Cougar, nonché una pattuglia di due Mirage 2000 si mobilitarono. Alle 19:40 circa, mentre gli elicotteri stavano effettuando una manovra destinata a preparare l'ingaggio del nemico, uno dei due Tiger e il Cougar entrarono accidentalmente in collisione. Lo schianto non lasciò sopravvissuti. Tredici militari francesi, di cui sette del 5e régiment d'hélicoptères de combat (5° RHC), e sei operatori del Groupement de commandos de montagne, rimasero uccisi.
Il 28 novembre, lo Stato islamico in Africa occidentale sostenne di aver provocato l'incidente avvenuto tre giorni prima: "i soldati del califfato hanno sparato in direzione dell'elicottero, costringendolo a ritirarsi e alla fine a scontrarsi con un altro elicottero provocando la morte di tredici soldati". Il giorno successivo, il generale François Lecointre, capo di stato maggiore delle forze armate, negò che il fuoco jihadista avesse causato la collisione: "questo è assolutamente errato. [...] Non c'è stato alcun attacco dei jihadisti, [che erano] inseguiti e segnati in un certo modo sul terreno. E quindi non c'è stato alcun ritiro di un aereo di fronte al fuoco jihadista".

## Vittime
Tredici soldati francesi morirono nell'incidente del 25 novembre:
- Il capitano Nicolas Mégard, 5e régiment d'hélicoptères de combat;
- Il capitano Benjamin Gireud, 5e régiment d'hélicoptères de combat;
- Il capitano Clement Frisian Roche, 5e régiment d'hélicoptères de combat;
- Il tenente Alex Morisse, 5e régiment d'hélicoptères de combat;
- Il tenente Pierre-Emmanuel Bockel, 5e régiment d'hélicoptères de combat; figlio del senatore ed ex ministro Jean-Marie Bockel;
- CWO Julien Carette, 5e régiment d'hélicoptères de combat;
- Capo di brigata Roman Hall of Saint Paul, 5e régiment d'hélicoptères de combat;
- Master Romain Chomel di Jarnieu, 4e régiment de chasseurs; figlio dell'ammiraglio Benoît Chomel de Jarnieu[15];
- Sergente capo Alexander Protin, cacciatori del 4e régiment de chasseurs;
- Il sergente Antoine Serre, cacciatori di Gap del 4e régiment de chasseurs;
- Il sergente Valentin Duval, cacciatori del 4e régiment de chasseurs;
- Maresciallo capo quartiermastro Leusie Jeremy, 93e régiment d'artillerie de montagne;
- Sergente Andreï Jouk, 2e régiment étranger de génie.

Il 2 dicembre, la Francia rese loro un tributo nazionale nel cortile dell'Hôtel des Invalides. Il presidente della Repubblica Emmanuel Macron presentò loro la Legion d'onore postuma.